# Çörekli

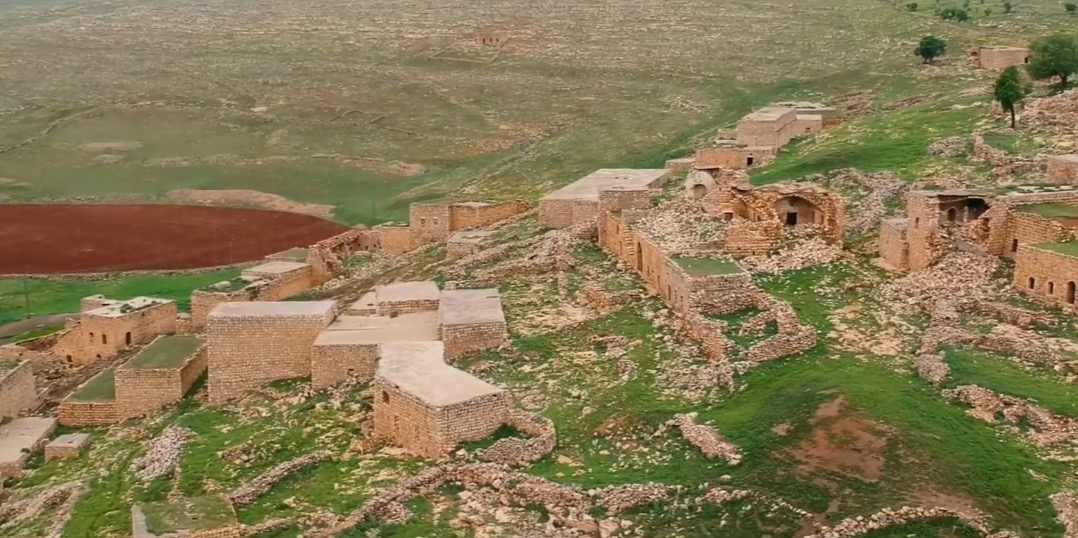
Blick auf Çörekli

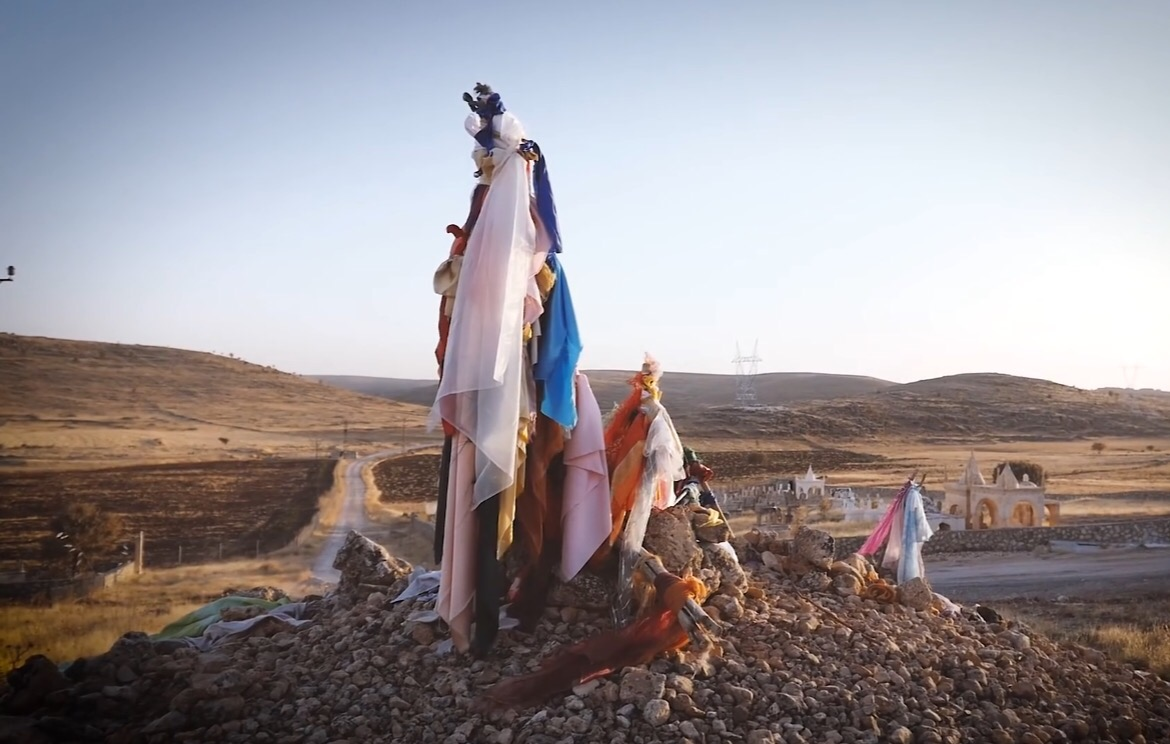
Die jesidische Pilgerstätte Mêrê Harab in Çörekli. Im Hintergrund sind ein Friedhof und das Heiligtum zu sehen. Im Vordergrund ein mit bunten Tüchtern (sogenannten Perîs) geschmückter Hügel.

Çörekli (kurmandschi: Denwan) ist ein jesidisches Dorf im Südosten der Türkei. Das Dorf liegt ca. 15 km südöstlich von Midyat im gleichnamigen Landkreis Midyat in der Provinz Mardin. Der Ort befindet sich im Tur Abdin Gebirgszug in Südostanatolien.

## Lage
Çörekli (Denwan) liegt ca. 2 km südöstlich von Koçan und ca. 2 km südwestlich von Çayırlı (Kefnas).

## Geschichte und Bevölkerung
Der ursprüngliche Name des Dorfes lautet Denwan. Durch die Türkisierung geographischer Namen in der Türkei wurden die Dörfer umbenannt. Çörekli ist heute meist ein verlassenes Dorf. Das Dorf hatte ausschließlich jesidische Bevölkerung. Die Jesiden aus dem Ort sind größtenteils nach Deutschland geflüchtet.